# 산티 카소를라
산티아고 "산티" 카솔라 곤살레스(스페인어: Santiago "Santi" Cazorla González, 1984년 12월 7일, 아스투리아스 주 야네라 ~ )는 스페인의 축구 선수로, 포지션은 미드필더로, 공격형 미드필더나 윙어, 중앙 미드필더로도 뛸 수 있다. 현재 스페인 라리가의 오비에도에서 뛰고 있다.
쉴새없이 그라운드를 누비고 다니며, 뛰어난 기동력과 재치있는 개인기가 돋보이는 양발을 모두 활용하는 선수다. 아스널 시절 공격중심에 있었으며 에이스 역할을 했다.

## 선수 활동

### 비야레알
스페인에서 태어나 지역 구단인 레알 오비에도에서 축구를 시작했으나 18세가 되기 6개월 전 비야레알로 스카우트되었다. 곧 리저브 팀으로 승격되었고, 1군 데뷔는 2003년 11월 30일 데포르티보 라코루냐전에 교체투입돼 1분 간 뛴 것으로 가졌다. 2004-05 시즌 1군 명단에 들어가 UEFA컵에서 4골을 넣었으며 그 다음 시즌에는 챔피언스리그에 득점 없이 2경기에 출전했다.

### 레크라티보
2006년 7월 7일 레크레아티보로 60만 유로의 이적료로 120만 유로의 바이백 조건이 포함된 4년 계약을 체결했다. 8월 27일 마요르카와 1:1로 비긴 홈경기에서 데뷔골을 터트렸다. 2007년 4월 22일 라싱 산탄테르에 4:2로 승리한 홈경기에서 골을 터트리는 등 활약하여 이 막 승격한 안달루시아 클럽이 8위로 시즌을 마치는데 기여했다.
다음 해인 2007-08 시즌에 들어 비야레알은 바이백 조항을 발동시켜 팀에 돌아오게 했다.

### 비야레알
돌아온 첫 시즌인 2007-08 시즌, 비야레알이 2위라는 엄청난 성과를 거둔 해에 주세페 로시와 니하트 카흐베지에게 양질의 패스를 공급해주고 스스로도 5골을 넣는 활약을 하며 공헌했다.
2008년 8월 레알 마드리드가 관심을 가졌다. 이에 대해 카솔라는 공식적으로 부인하며 이렇게 밝혔다. "축구에서는 레알 마드리드보다 중요한 것이 많이 있습니다. 레알 마드리드에 대해 싫다고 말하는 게 가능합니다. 레알이 위대한 팀이라는 사실에는 변함이 없으나 저는 제 클럽에 만족하고 가치를 두고 싶습니다. 저는 계속 이 팀에서 성장하고 싶습니다. 저는 아직 젊고 이제 막 국가대표에 선발되기 시작했으니까요." 2009년 4월초 알메리아와의 리그 경기를 치르던 중 오른쪽 종아리뼈 부상을 입게 된다.
그렇게 몇 경기를 결장하게 되나 다행히도 팀은 여전히 UEFA컵 출전권을 유지하게 되었다. 부상도 예전보다 빨리 회복해 시즌 마지막 경기인 마요르카 경기에 등장해 8골로 개인 커리어 최다골을 기록한 시즌을 마무리 지었다. 2009-10 시즌에는 부상에 시달려 2010 월드컵에 참가하지 못했다. 이어지는 시즌에는 좋은 몸상태로 돌아와 한경기를 제외한 전경기에 출장하며 5골을 넣어 팀이 4위로 시즌을 마쳐 챔피언스리그에 진출하게 했다.

### 말라가
2011년 7월 26일 비야레알을 떠나 말라가에 2100만 유로의 이적료로 이적했다.
8월 28일 세비야 원정경기에서 프리킥으로 데뷔골을 넣었지만 2:1로 팀은 패배했다. 9월 12일 또다른 지역 더비매치인 그라나다전에서 1골 1도움으로 4:0 대승에 공헌했다. 이어 9일 뒤, 4번째 경기인 애슬레틱 빌바오전에서 4번째 골을 프리킥으로 터트렸다.
2012년 3월 18일 레알 마드리드 원정 경기에서 인저리 타임에 프리킥으로 득점해 1:1 무승부를 만들어냈다. 시즌을 론돈에 이어 팀내 두 번째로 많은 득점을 기록한 선수로 마쳤으며 팀은 창단 이래 처음으로 챔피언스리그에 진출했다.

### 아스널
2012년 8월 7일 잉글랜드 프리미어리그의 아스널과 장기계약을 체결했다. 카소를라는 2012년 여름 루카스 포돌스키와 올리비에 지루에 이은 3번째 계약이였다. 8월 18일 선덜랜드와 0:0으로 비긴 홈 경기에서 맨 오브 더 매치를 받았다. 아스널에서의 데뷔골은 9월 2일 앤필드에서 열린 리버풀과의 경기였다. 데뷔골 뿐 아니라 루카스 포돌스키의 골에 도움도 기록해 1골 1도움으로 팀의 2:0 승리를 이끌었다. 10월 6일 불린 그라운드에서 열린 웨스트햄 유나이티드 FC에 3:1로 승리한 경기에서 두 번째 골을 기록했다. 5월 18일 영국 웸블리 스타디움에서 열린 헐시티와의 2013-14 잉글랜드 FA컵 결승전에서 2:0으로 뒤지고 있던 상황에서 환상적인 프리킥 골을 터뜨리며 팀의 2:3 역전승에 큰 공헌을 했다.

### 비야레알 복귀
2018년 8월 9일 비야레알로 복귀하였다.

## 수상

#### 비야레알
- 2004년 UEFA 인터토토컵 우승
- 2007-08 프리메라리가 준우승

#### 아스널
- 잉글랜드 FA컵 : 2013-14, 2014-15

#### 알 사드
- 카타르 스타스 리그 : 2020–21, 2021–22
- 카타르 컵 : 2021
- 에미르 컵 : 2020, 2021
- 카타리 스타스컵 : 2019-20

#### 레알 오비에도
- 세군다 디비시온 승격 플레이오프 : 2025

#### 스페인
- UEFA 유럽 축구 선수권 대회 : 2008, 2012

### 개인
- 2006-07 돈 발론 어워드 스페인 올해의 선수
- 2012-13 아스날 올 시즌의 선수
- 카타르 리그 올해의 선수 : 2020-21